# Ernest Appau
Ernest Appau – ghański piłkarz grający na pozycji obrońcy. W swojej karierze grał w reprezentacji Ghany.

## Kariera klubowa
W swojej karierze piłkarskiej Appau grał w klubie Asante Kotoko SC.

## Kariera reprezentacyjna
W reprezentacji Ghany Appau zadebiutował w 1984 roku. W tym samym roku został powołany do kadry na Puchar Narodów Afryki 1984. Na tym turnieju zagrał w dwóch meczach grupowych: z Nigerią (1:2) i z Algierią (0:2).